# Гамбург-Фольксдорф
Фольксдорф (нім. Volksdorf) — частина району Вандсбек вільного та ганзейського міста Гамбург. Район забудований переважно односімейними будинками та має багато паркових зон відпочинку.